# داشقابو
داشقابو (بالإنجليزية: Dash Qapu)‏ هي مستوطنة تقع في قسم انغوت الشرقي الريفي في إيران. يقدر عدد سكانها بـ 167 نسمة .